# Coppa America di pallavolo
La Coppa America di pallavolo è stata una competizione pallavolistica intercontinentale per squadre nazionali nordamericane e sudamericane maschili organizzata dalla CSV unitamente alla NORCECA a partire dal 1998. Si è disputata ad anni irregolari. È stata cancellata dopo che anche la Coppa Panamericana è stata aperta alle nazionali Sud Americane

## Edizioni
| Edizione      | Edizione      |          | Podio       | Podio       | Podio       |
| Anno          | Organizzatore | Campione | Seconda     | Terza       |             |
| ------------- | ------------- | -------- | ----------- | ----------- | ----------- |
| 1998 Dettagli | Argentina     |          | Brasile     | Argentina   | Cuba        |
| 1999 Dettagli | Stati Uniti   |          | Brasile     | Stati Uniti | Argentina   |
| 2000 Dettagli | Brasile       |          | Cuba        | Brasile     | Stati Uniti |
| 2001 Dettagli | Argentina     |          | Brasile     | Cuba        | Argentina   |
| 2005 Dettagli | Brasile       |          | Stati Uniti | Brasile     | Cuba        |
| 2007 Dettagli | Brasile       |          | Stati Uniti | Brasile     | Cuba        |
| 2008 Dettagli | Brasile       |          | Cuba        | Brasile     | Venezuela   |

## Medagliere
| Pos. | Squadra     | 1º posto | 2º posto | 3º posto | Totale |
| ---- | ----------- | -------- | -------- | -------- | ------ |
| 1    | Brasile     | 3        | 4        | 0        | 7      |
| 2    | Cuba        | 2        | 1        | 3        | 6      |
| 3    | Stati Uniti | 2        | 1        | 1        | 4      |
| 4    | Argentina   | -        | 1        | 2        | 3      |
| 5    | Venezuela   | -        | -        | 1        | 1      |